# Castillo San Carlos de Borromeo
El Castillo San Carlos de Borromeo es una construcción militar de la época del virreinato de Nueva Esparta, ubicado en la bahía de Pampatar, Isla de Margarita, Venezuela. Su construcción tomó aproximadamente 20 años, iniciada en 1622, 40 años después el castillo fue destruido por completo por piratas y 2 años después empezó a reconstruirse; culminando dicha construcción 20 años después, en 1684. En los subsiguientes años el castillo fue destruido y reconstruido en muchas ocasiones.
Hay cierta divergencia en cuanto al nombre del Castillo, pues Juan Marroquín de Montehermoso afirma que el nombre es San Carlos en homenaje al rey Don Carlos II, conocido como el Hechizado y que reinó entre 1665 y 1700; sin embargo, el gobernador Carlos Navarro asevera que el nombre del castillo es San Carlos de Borromeo (1538-1584), en honor al Santo. Con dicho nombre se le conoce hoy día.

## Arquitectura
El diseño del castillo fue obra del ingeniero militar Don Juan Betín. Fue la construcción militar más avanzada e importante para la época en la isla, ya que defendía la zona estratégica de Pampatar contra piratas y corsarios.
Su base posee una forma de estrella conformada por 4 baluartes en las esquinas y 4 cortinas centrales. Se accede a su interior por un puente elevadizo. Es un castillo del tipo “regular”, lo que significa que sus baluartes y cortinas tienen igual o similar dimensión, a causa de un error del arquitecto, el foso que lleno de agua debería resguardarlo aún más de asaltos a pie, nunca cumplió su propósito, pues fue construido muy por encima del nivel del mar y nunca pudo ser llenado.

## Historia
El Castillo San Carlos de Borromeo fue construido en el siglo XVII para proteger al puerto de Pampatar del ataque de piratas y corsarios. Durante mucho tiempo fue la construcción militar más sofisticada de la isla.
Junto con el Fortín de la Caranta, ubicado al otro lado de la bahía, protegían con su fuego cruzado, el puerto y la aduana de Pampatar contra los ataques de los corsarios y piratas de la época, que asechaban la Isla de Margarita y que eran el azote de las poblaciones costeras en el Mar Caribe.
El castillo fue destruido por completo en 1662 por piratas Holandeses. En 1664 el capitán Carlos Navarro inició la reconstrucción del castillo tras un proyecto del ingeniero militar Juan Betín. No había finalizado aun la construcción de este nuevo castillo cuando en 1677 fue parcialmente destruido por el ataque de una escuadra francesa. Las obras culminaron en 1684, pero desde entonces tuvo que ser reconstruido muchas veces durante la época de la colonia o la guerra de independencia.
A comienzos de 1813, la isla de Margarita fue atacada por las tropas del general patriota Santiago Mariño a mediados de agosto. En la refriega, producto del sitio al que había sido sometido el Castillo San Carlos de Borromeo, fue herido gravemente de un balazo el feroz gobernador español Eusebio Antoñanzas; asistido por sus partidarios, después de evacuar Cumaná y Pampatar, falleció en Estados Unidos, al poco de haber llegado, a comienzos de septiembre del mismo año.
En 1816, la heroína margariteña Luisa Cáceres de Arismendi estuvo detenida poco tiempo en el castillo antes de ser traslada al Castillo Santa Rosa en La Asunción hasta llegar La Guaira.
El 3 de noviembre de 1816 los españoles se vieron obligados a evacuar la Isla Margarita. Después de abordar a todos los soldados y provisiones, dejaron una mecha encendida que conducía a un montón de pólvora que habría destruido el castillo. Un soldado patriota se dio cuenta de la mecha por accidente y la apagó antes de que se produjera ningún daño. Al año siguiente, los españoles del general Pablo Morillo regresaron a la isla y convirtieron el fuerte en su cuartel general durante una campaña para recuperar el control. Sin embargo, después de seis semanas en las que los isleños volvieron a la guerra de guerrillas, los españoles regresaron al continente.
En el año 1945 la fortificación fue ocupada por la Infantería Marina y en 1950 por la Guardia Nacional. En 1965 fue declarada Monumento Histórico nacional. La Corporación de Turismo del Estado Nueva Esparta es el organismo responsable y tutelar del Castillo San Carlos  de Borromeo desde el año 2001.